# Geschiedenis van Frans-Guyana

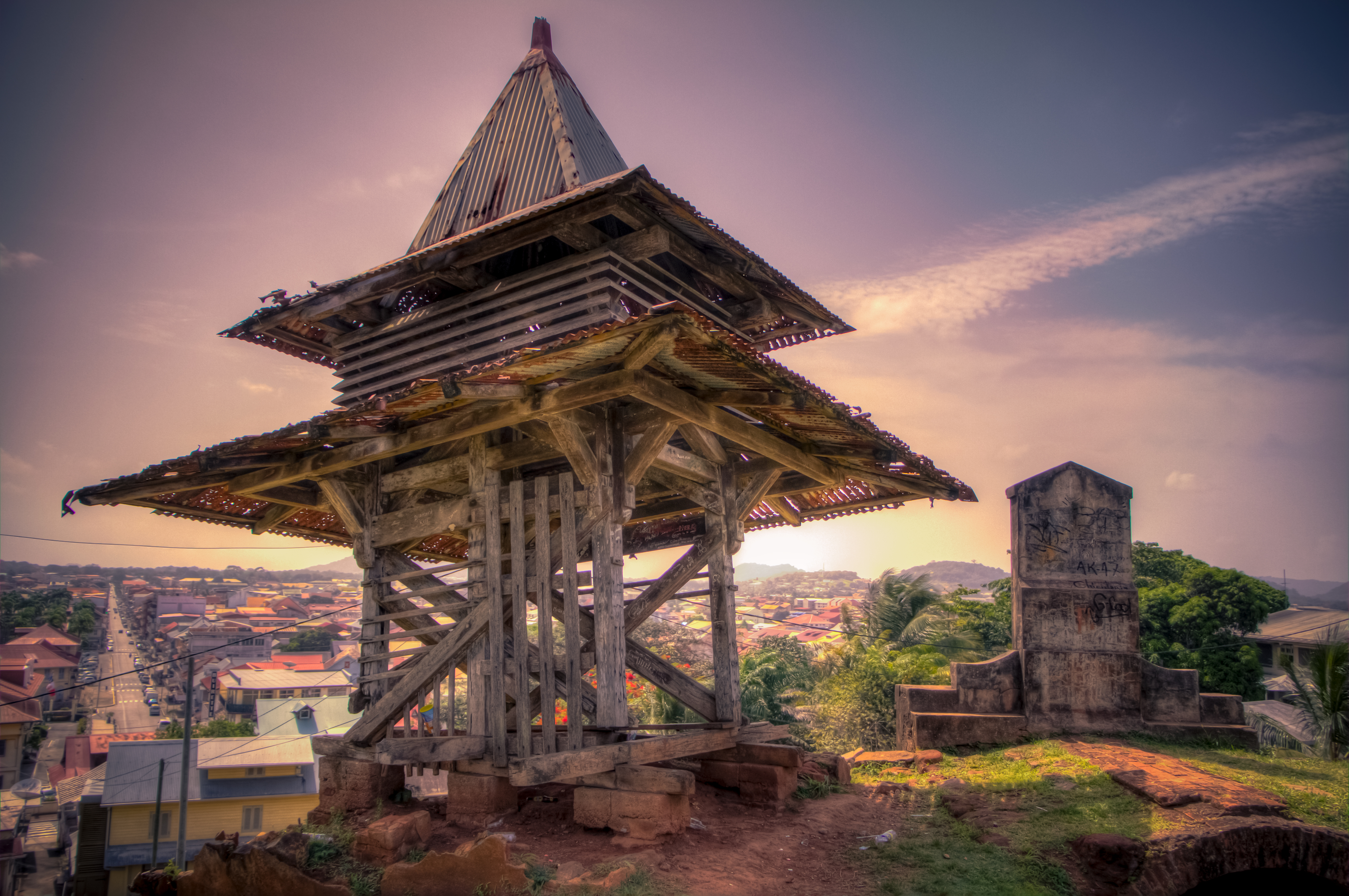
Fort Cépérou in Cayenne

De geschiedenis van Frans-Guyana omvat de periode vanaf de eerste inwoners van Amerika tot het huidige Franse overzees departement Frans-Guyana.

## Precolumbiaanse periode
Het gebied dat nu Frans-Guyana wordt genoemd, werd al duizenden jaren voor de komst van de Europeanen bewoond door inheemse volken (indianen). De Kalinja, Wayana, Emerillion (Teko), Wayampi, Lokono, en Palikur leefden en leven nog verspreid over het gebied. Cayenne was bijvoorbeeld oorspronkelijk een indiaans dorp.
De inheemse kustbewoners waren vooral in het verleden geroutineerde botenbouwers en vervaardigden zeewaardige kano's, kanawa genaamd. De afmeerlocaties zijn nog te vinden op diverse rotsen langs de kust, bijvoorbeeld bij Kourou. Hier kan men uit de inslijtingen in de rots de afmeting van deze boten opmaken. Het is ook bekend dat er vrij intens contact heeft bestaan tussen de kustbewoners en de eilandbewoners van het Caraïbisch gebied. Dit valt op te maken uit taalovereenkomsten. Het Caraïbisch gebied is vernoemd naar de Kalinja, die door de Portugezen Caraibes (cannibales) werden genoemd.

## Koloniale geschiedenis
Rond 1500 werd het land voor het eerst voorbij gevaren door Spaanse ontdekkingsreizigers. Deze vonden het land echter te onbewoonbaar om er zich te vestigen.

### Vestiging van de eerste Fransen
De Fransen arriveerden rond 1604 en vestigden hun eerste nederzettingen. In 1637 werd Cayenne gesticht. Van 1660 tot 1664 werd het gebied bezet door de Nederlanders. In 1676 veroverden de Nederlanders het weer tijdens de Hollandse Oorlog. Een jaar later heroverden de Fransen het opnieuw.

### Franse Revolutie
Door de Franse Revolutie werd de slavernij in 1794 afgeschaft en werd het gebied voor het eerst een Frans departement. Sinds dat jaar werden ook tegenstanders van het nieuwe republikeinse regime naar Frans-Guyana gedeporteerd. Vanwege het klimaat stierven er velen, zodat Frans-Guyana de bijnaam "droge guillotine" (guillotine sèche) kreeg. In 1802 werd het opnieuw een kolonie en werd de slavernij er weer ingevoerd.
In 1809 bezetten de Portugezen uit Brazilië de kolonie, in reactie op de verovering van Portugal door de Fransen. Na de val van Napoleon werd het door het Verdrag van Parijs in 1814 weer toegewezen aan Frankrijk. In 1817 vertrokken de Portugezen.
Er ontstond een groeiende economie met vooral plantages met zowel inheemsen als creolen (als afstammelingen van ingevoerde Afrikanen) die beide tot slavernij werden gedwongen. Zowel de witte als de zwarte creolen werden door de rode inheemse bevolking als te mijden ziekteverspreiders van Europese en Afrikaanse ziekten gezien. Nadat Frankrijk in 1848 de slavernij had afgeschaft, verdween de economische bloei. Het aantal inwoners zakte onder de 17.000.

### Strafkolonie

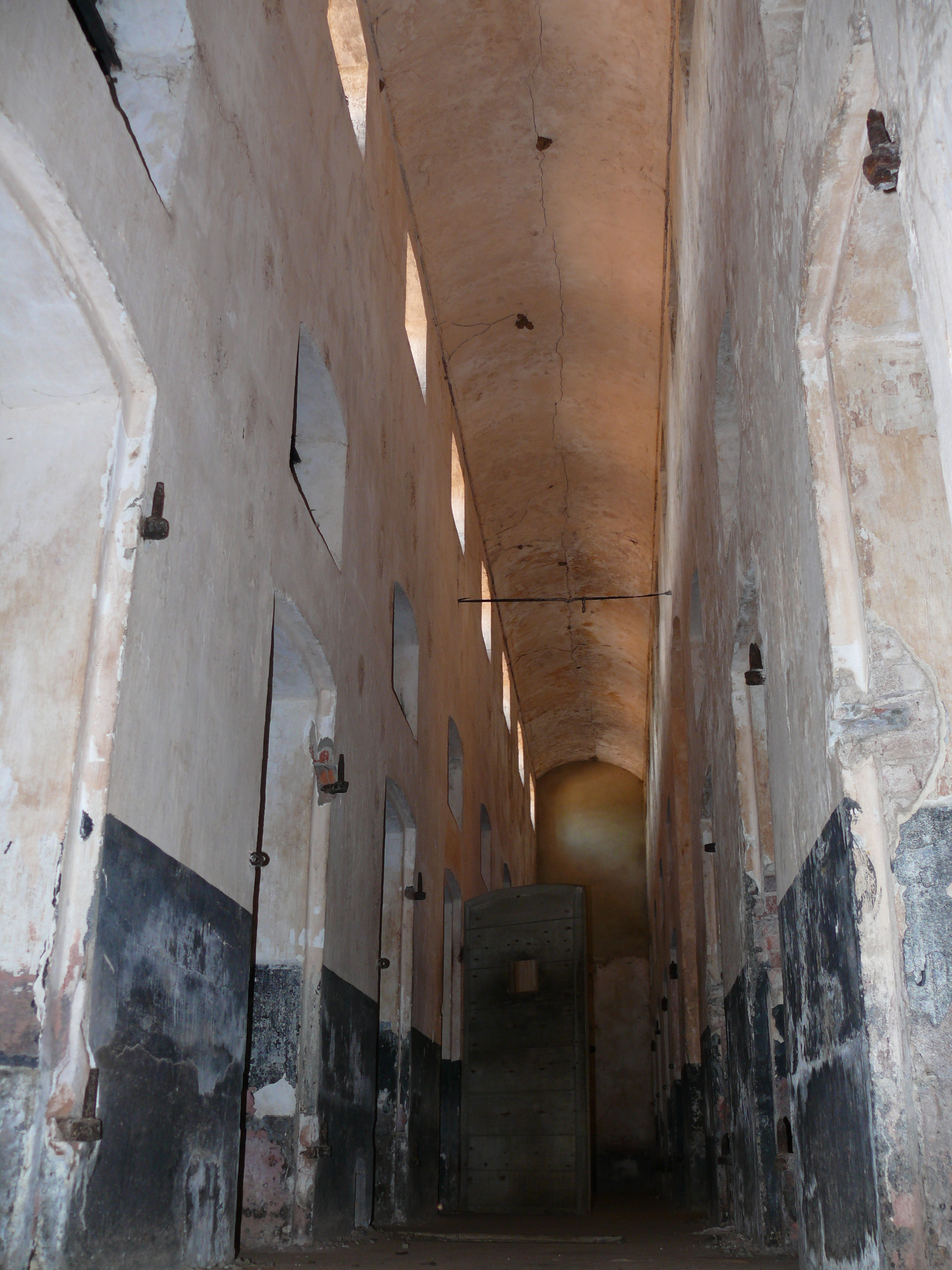
Cellen van Île Royale

In 1852 werd er als reactie op de economische neergang door Napoleon III een strafkolonie ingesteld. Er kwamen verschillende bagno's (strafkampen) in het gebied, met als hoofdzetel Saint-Laurent-du-Maroni, voor veroordeelde misdadigers uit heel Frankrijk. De veroordeelden moesten er dwangarbeid verrichten. Na het uitzitten van hun straftijd moesten ze in Guyana blijven als kolonisten. Andere veroordeelden werden zonder meer gedeporteerd. De Franse overheid hoopte zo de bevolking in het gebied te doen toenemen. Maar het werd een flop. Vele stierven in het bagno als gevolg van ziekten en slechte behandelingen.
Door de verschrikkelijke omstandigheden van de bagnards begonnen humanitaire organisaties te ijveren voor de sluiting van de strafkolonie. Op aandringen van de Frans-Guyanese volksvertegenwoordiger Gaston Monnerville besliste de linkse Franse Volksfrontregering in 1938 er een einde aan te maken. De deportaties werden toen stopgezet, maar door de Tweede Wereldoorlog duurde het tot 1946 tot de strafkolonie sloot en de laatste ex-gevangenen keerden pas in 1953 terug. 

### Inini
In 1930 werd het binnenland een aparte kolonie genaamd Inini en werd per decreet bestuurd door de Gouverneur van Frans-Guyana. Van 1940 tot 1943 viel het bestuur onder Vichy-Frankrijk en onder het gezag van admiraal Robert. Wel vertrokken een aantal ex-gevangenen en militairen om de Vrije Fransen te vervoegen. De eerste oorlogsjaren waren zwaar omdat het land moest overleven in autarkie. Vanaf 1943 viel het bestuur toe aan de Vrije Fransen. De Amerikanen legden de luchthaven Rochambeau aan en diepten de haven van Cayenne uit.

### Overzees departement
In 1946 werd Frans-Guyana weer een overzees departement van Frankrijk, en werd Inini opgeheven. In 1974 werd Frans-Guyana tevens een bestuurlijke regio. Op 10 januari 2010 kozen de inwoners in een referendum voor handhaving van deze status. Met een meerderheid van 70% verwierpen ze voorstellen tot uitbreiding van hun autonomie.